# إبراهيما ديدهيو
إبراهيما ديدهيو (بالفرنسية: Ibrahima Diédhiou) هو لاعب كرة قدم سنغالي في مركز الدفاع، ولد في 9 أكتوبر 1994 في تامباكوندا في السنغال. شارك مع منتخب السنغال لكرة القدم. أما مع النوادي، فقد لعب مع نادي يوبين.

## وصلات خارجية
- إبراهيما ديدهيو على موقع قاعدة بيانات كرة القدم.إي يو (الإنجليزية)
- إبراهيما ديدهيو على موقع ناشيونال فوتبول تيمز (الإنجليزية)